# Gouden kegelbij
De gouden kegelbij (Coelioxys aurolimbata) is een vliesvleugelig insect uit de familie Megachilidae. De wetenschappelijke naam van de soort is voor het eerst geldig gepubliceerd in 1853 door Förster.